# ハーパーズ・フェリー (ドック型揚陸艦)
| USS Harpers Ferry (LSD-49) arrives in Akita, Japan, 19 March 2011. |                                                                                 |
| 艦歴                                                               |                                                                                 |
| 発注                                                               | 1988年6月17日                                                                   |
| 起工                                                               | 1991年4月15日                                                                   |
| 進水                                                               | 1993年1月16日                                                                   |
| 就役                                                               | 1995年1月7日                                                                    |
| 母港                                                               | サンディエゴ基地                                                                |
| 性能諸元                                                           |                                                                                 |
| 排水量                                                             | 軽荷排水量：11,604トン 満載排水量：16,601トン                                   |
| 全長                                                               | 610 ft (185.9 m)                                                                |
| 全幅                                                               | 84 ft (25.6 m)                                                                  |
| 吃水                                                               | 21 ft (6.4 m)                                                                   |
| 機関                                                               | コルト・インダストリーズ製 16気筒ディーゼルエンジン四基 2軸, 33,000shp (25MW)   |
| 最大速度                                                           | 20+ ノット (37+ km/h)                                                           |
| 乗員                                                               | 士官22名、兵員397名                                                             |
| 上陸要員                                                           | 402名、一時的に102名増員可能                                                    |
| 兵装                                                               | 25mm Mk-38機関砲二基 20mm ファランクスCIWS二基 RAMランチャー二基 12.7mm機銃六基 |
| 上陸艇                                                             | LCAC二隻                                                                        |
| モットー                                                           | First in Freedom                                                                |

ハーパーズ・フェリー (USS Harpers Ferry, LSD-49) は、アメリカ海軍のドック型揚陸艦。ハーパーズ・フェリー級ドック型揚陸艦の1番艦。艦名は南北戦争における激戦地であるバージニア州のハーパーズ・フェリー（現在はウェストバージニア州の一部）に因み命名された。

## 艦歴
ハーパーズ・フェリーは1991年4月15日にルイジアナ州ニューオーリンズのエイボンデール造船所で起工され、1993年1月16日に進水した。1995年1月7日に就役する。
2002年9月1日、ハーパーズ・フェリーはジャーマンタウン (USS Germantown, LSD-42) と交代し長崎県の佐世保を母港とする。2005年時点でハーパーズ・フェリーは揚陸グループ1に所属する。
2008年、サイクロン・ナルギスがミャンマーに被害を与えた際、救援としてオペレーション・カーリング・レスポンスが実施された。ハーパーズ・フェリーはエセックス (USS Essex, LHD-2) 率いる支援艦隊の一部として現地に派遣され、5月13日から6月5日までミャンマー臨時政府がアメリカの支援を受け入れるまで沖合で待機した。しかしながら6月前半まで支援の許可はなされず、部隊は予定に従って帰還を決定した。